# Sent Lop de Comenge
Sent Lop de Comenge (francès Saint-Loup-en-Comminges) és un municipi del departament francès de l'Alta Garona, a la regió d'Occitània.